# Moritz Hermann Eduard Meier
Moritz Hermann Eduard Meier, auch: Eduard Meier (* 1. Januar 1796 in Groß Glogau; † 5. Dezember 1855 in Halle (Saale)) war ein deutscher klassischer Philologe.

## Leben
Der Sohn eines jüdischen Kaufmanns sollte ursprünglich den Beruf seines Vaters ergreifen. Er hatte anfänglich die Bürgerschule seiner Heimatstadt besucht und eine weitere Ausbildung am Berliner Gymnasium zum grauen Kloster erhalten. Am 8. April 1813 bezog er die Universität Breslau, wechselte im Folgejahr an die Universität Berlin, wo August Boeckh sein führender Lehrer war. 1816 verließ er die Universität, um sich Privatstudien widmen zu können. Während dieser Zeit konvertierte er zum christlichen Glauben und promovierte 1818 zum Doktor der Philosophie.
Einen akademischen Werdegang verfolgend habilitierte sich Meier 1819 an der Universität Halle als Privatdozent, wurde 1820 außerordentlicher Professor der Geschichte und der klassischen Philologie an der Universität Greifswald und, nachdem er mit Georg Friedrich Schömann (1793–1879) eine akademische Ausschreibung der Berliner Akademie der Wissenschaften mit der Schrift „Der attische Prozeß“ 1824 gewonnen hatte, wurde er in Greifswald zum Doktor der Rechtswissenschaften ehrenhalber ernannt. Noch im selben Jahr bot man ihm in Halle eine ordentliche Professur an, die er Ostern 1825 antrat.
Er wurde Direktor des philologischen Seminars, behandelte in seinen Vorlesungen neben den attischen Rednern mehr die realen Fächer der Geschichte, beteiligte sich als Autor an der Allgemeinen Encyclopädie der Wissenschaften und Künste und wurde 1828 Mitherausgeber der dortigen allgemeinen Literaturzeitung. 1832 wurde er auch mit der Professur der Rhetorik betraut, welche er indes 1845 in einer Zeit der auch ihn berührenden politischen Erregung für die nächsten drei Jahre abgab. Zudem hatte sich Meier auch an den organisatorischen Aufgaben der Hallenser Hochschule beteiligt und war in zwei Amtszeiten 1848/50 Prorektor der Alma Mater. Der altliberale Maier, der politisch nicht ohne Einfluss war, wurde 1854 Mitglied der Akademie der Wissenschaften zu Göttingen. Er verstarb aber im Folgejahr an einem Lungenleiden.
Aus seiner Ehe mit Caroline Julie Wilhelmine (1800–1864), der Tochter des Berliner Manufakturdirektors Johann Georg Roesch und dessen Frau Marie Elisabeth Amalie Jung, ist der Sohn Eduard Meier (1834–1899) als Eisenhüttenfachmann bekannt geworden. Dessen Sohn ist der bedeutende Kunsthistoriker Julius Meier-Graefe (1867–1935).

## Werke (Auswahl)
- Theses, ad ius civile et litterarum antiquarum disciplinam spectantes. (Respondent: Eduard August Weise) Kunike, Greifswald 1824. (Digitalisat)
- Praefatiuncula de artibus liberalibus et illiberalibus apud Romanos. Halle 1829.
- Praefatio de perfidia Graecorum. Halle 1830.
- Die Lehre von der Freilassung bei den Griechen und die Verfassungsgeschichte des amphiktyonischen Bundes, Delphi's und Erythrae's.
- Demosthenis Oratio in Midiam. Graeca recensuit Scholia Vetera, annotationem criticam et commentarios adiecit. Schwetschke, Halle 1831. (Digitalisat Band 1)
- De gentilitate Attica. Schwetschke, Halle 1835. (Digitalisat)
- Commentatio Theophrasteo. Hendel, Halle 1835. (Digitalisat)
- Ostrakismos. 1836.
- De Andocidis oratione contra Alcibiadem. 12 Teile. Halle 1836.
- Päderastie. 1837. (Digitalisat) Sonderdruck aus der Allgemeinen Enzyklopädie der Wissenschaften und Künste.
- De Crantoris Solensis libro deperdito. Gebauer, Halle 1840. (Digitalisat)
- Pergamenisches Reich. Leipzig, 1842. (Digitalisat) Sonderdruck aus der Allgemeinen Enzyklopädie der Wissenschaften und Künste.
- De proxenia sive de publico Graecorum hospito. Schwetschke, Halle 1843. (Digitalisat)
- Fragmentum lexici rhetorici emandatius editum et adnotatione illustratum. Hendel, Halle 1844. (Digitalisat)
- Commentatio de Plauti Trinummo. Hendel, Halle 1845. (Digitalisat)
- Die Privatschiedsrichter und die öffentlichen Diäteten Athens, so wie die Austrägalgerichte in den griechischen Staaten des Alterthums. Mit einem epigraphischen Anhang. Schwetschke, Halle 1846. (Digitalisat)
- De vita Lycurgi et de Lycurgi orationum reliquiis. Halle 1847
- De lege Soloni. 1849
- Mauritii Hermanni Eduardi Meieri Commentatio epigraphica. 1852